# Scythia (Schiff, 1875)
Die Scythia (I) war ein 1875 in Dienst gestelltes Passagierschiff der britischen Reederei Cunard Line, der im Linienverkehr von Liverpool über Queenstown nach New York und Boston eingesetzt wurde. Das Schiff wurde 1899 in Italien abgewrackt.

## Das Schiff
Das 4.557 BRT große eiserne Dampfschiff Scythia wurde in Clydebank (Schottland) auf der Werft von J. & G. Thomson, dem Vorgänger von John Brown & Company, gebaut und lief am 28. Oktober 1874 vom Stapel. Ihr Schwesterschiff war die ebenfalls bei J. &. G. Thomson gebaute Bothnia (Bj. 1874). Die beiden Schiffe waren als direkte Konkurrenz zur Britannic und Germanic der White Star Line gedacht. Sie waren unter den ersten Schiffen, die ein durchgängiges Promenadendeck hatten und über Kabinen verfügten, die den Zeitungen der damaligen Zeit als „hotelähnlich“ bezeichnet wurden.
Die Scythia hatte einen geraden Steven, einen Schornstein, drei Masten mit der Takelage einer Bark und einen Einzelpropeller. Die zweizylindrige Verbunddampfmaschine leistete 600 nominale PS (nhp) und ermöglichte eine Höchstgeschwindigkeit von 12,5 Knoten. Die Passagierunterkünfte waren für 300 Passagiere der Ersten und 1.100 in der Dritten Klasse ausgelegt.
Am 1. Mai 1875 legte die Scythia in Liverpool zu ihrer Jungfernfahrt über Queenstown nach New York ab. Am 9. Juli 1884 legte sie zu ihrer ersten Fahrt von Liverpool über Queenstown nach Boston ab. Am 22. Februar 1885 legte die Scythia erneut nach New York ab und geriet tags darauf in einen Orkan, der heftige Winde aus westlicher Richtung und hohen Wellengang mit sich brachte. Teile des achteren Steuerhauses und der Steuerbordreling wurden weg gerissen. Das Schiff nahm viel Wasser auf, nachdem hohe Wellen über dem Achterdeck zusammen geschlagen waren.
Am 1. April 1887 lief die Scythia, die Liverpool am 23. März mit über 800 Menschen an Bord verlassen hatte, in einem Schneesturm in der Nähe des Leuchtturms Minot’s Ledge Light bei Scituate an der Küste des US-Bundesstaats Massachusetts auf Grund. Der atlantische Sturm wurde von Kapitän Roberts als der schlimmste beschrieben wurde, den er je erlebt hatte. Die Ankunft der Scythia in New York wurde von vielen Schaulustigen begleitet.
Am 20. September 1898 lief die Scythia zu ihrer letzten Fahrt nach New York aus. 1899 wurde sie in Italien abgewrackt.